# خليفة لو (ميانة)
خليفة لو هي قرية في مقاطعة ميانة، إيران. عدد سكان هذه القرية هو 148 في سنة 2006.